# Сан-Лоренсу-де-Селю
Сан-Лоренсу-де-Селю (порт. São Lourenço de Selho; МФА: [ˈsɐ̃w ɫo.ˈɾẽ.su dɨ ˈsɐ.ʎu]) — парафія в Португалії, у муніципалітеті Гімарайнш. Розташована в північно-західній частині країни, на теренах історичної португальської провінції Дору-Міню. Входить до складу округу Брага. За адміністративним поділом, чинним до 1976 року, терени парафії були складовою провінції Міню. Належить до Бразької архідіоцезії Католицької церкви. Патрон — святий Лаврентій. Площа — 1,9995 км². Населення — 1782 ос. (2011). Сильно урбанізований регіон. Густота населення — 891,22 осіб/км²
. Код — 030856.

## Назва
- Селю (Сан-Лоренсу) (порт. Selho (São Lourenço)) — офіційна назва.

## Населення
| Кількість мешканців | Кількість мешканців | Кількість мешканців | Кількість мешканців | Кількість мешканців | Кількість мешканців | Кількість мешканців | Кількість мешканців | Кількість мешканців | Кількість мешканців | Кількість мешканців | Кількість мешканців | Кількість мешканців | Кількість мешканців | Кількість мешканців |
| ------------------- | ------------------- | ------------------- | ------------------- | ------------------- | ------------------- | ------------------- | ------------------- | ------------------- | ------------------- | ------------------- | ------------------- | ------------------- | ------------------- | ------------------- |
| 1864                | 1878                | 1890                | 1900                | 1911                | 1920                | 1930                | 1940                | 1950                | 1960                | 1970                | 1981                | 1991                | 2001                | 2011                |
| 317                 | 318                 | 339                 | 341                 | 354                 | 377                 | 430                 | 539                 | 670                 | 973                 | 980                 | 1 336               | 1 315               | 1 841               | 1 782               |